# 제임스 워크
제임스 워크(James Wolk, 1985년 3월 22일 ~ )는 미국의 배우이다.

## 출연 작품
- 디스 이즈 해프닝 (2015)
- 주 (2015)
- 더 스탠포드 프리즌 엑스페리먼트 (2015)
- 데어스 올웨이즈 우드스탁 (2014)
- 아 유 조킹? (2014)
- 크레이지 원스 (2013)
- 쉐임리스 2 (2012)
- 나의 PS프렌드 (2012)
- 유 어게인 (2010)